# 克爾布納里鄉
44°51′N 21°44′E / 44.850°N 21.733°E
克爾布納里鄉（羅馬尼亞語：Comuna Cărbunari, Caraș-Severin），是羅馬尼亞的鄉份，位於該國西南部，由卡拉什-塞維林縣負責管轄，處於布加勒斯特以西300公里，每年平均降雨量1,097毫米，海拔高度573米，2007年人口1,141。